# Територіальні автомобільні шляхи України
Територіа́льні автомобі́льні доро́ги — автомобільні дороги, які належать до шляхів загального користування державного значення та які з'єднують адміністративні центри Криму та інших областей між двома сусідніми областями,  з 30.01.2019 року територіальні шляхи, які проходили в межах однієй області переведені в статус місцевих обласних шляхів. Також до територіальних увійшли автошляхи, що сполучають з дорогами державного значення основні аеропорти, морські та річкові порти, залізничні вузли, об'єкти національного і культурного надбання та курортного і природно-заповідного фонду, автомобільні пункти пропуску міжнародного та міждержавного значення через державний кордон.
Загальна довжина територіальних доріг станом на 01.01.2020 року становить 21 661 км (до 30.01.2019 року — 25,54 тис. км, або 52,0 % загальної протяжності автомобільних доріг державного значення). Територіальні дороги України позначаються літерою «Т» і чотиризначним цифровим індексом в якому перші дві цифри — індекс області, дві другі — номер дороги.

## Перелік територіальних автомобільних доріг України[2]
Перелік нині[коли?] є повністю неактуальним та потребує повної перевірки та уточнення згідно з постановою КМУ № 55 від 30.01.2019 року.

### Автономна Республіка Крим
| Індекс та номер дороги | Найменування автомобільної дороги                                                                 | Протяжність, км |
| ---------------------- | ------------------------------------------------------------------------------------------------- | --------------- |
| Т 0101                 | Обхід м. Сімферополя на ділянці Мирне (Н05) — Дубки (Т 0106)                                      | 7,3             |
| Т 0102                 | Сєверне (Т 0111) — Войкове (Н05)                                                                  | 26,1            |
| Т 0104                 | Саки (Р25) — Роздолля — Автошлях Т 0106 — Табачне — Орлівка (Т 2702, Т 2707, Севастополь)         | 41,9            |
| Т 0105                 | Танкове (Т 0117) — Тернівка — Автошлях Н19 — Оборонне (Севастополь)                               | 11              |
| Т 0106                 | Сімферополь — Кольчугине — Роздолля (Т 0104) — Миколаївка                                         | 35              |
| Т 0107                 | Чорноморське (Т 0108) — Стерегуще — Роздольне (Т 0111) — Воронцівка (Н05) — Автошлях М17 (Воїнка) | 120,6           |
| Т 0108                 | Чорноморське (Т 0107) — Красна Поляна — Воробйове — Євпаторія (Р25, Т 0111)                       | 67,2            |
| Т 0110                 | Красногвардійське (М18) — Мускатне — Нижньогірський (Т 0112)                                      | 36,2            |
| Т 0111                 | Євпаторія (Р25, Т 0108) — Сєверне — Роздольне (Т 0107)                                            | 67,6            |
| Т 0112                 | Нижньогірський (Т 0110) — Садове — Білогірськ (Автошлях Р23)                                      | 54,1            |
| Т 0113                 | Кіровське — Автошлях М17 — Журавки — Первомайське                                                 | 17,8            |
| Т 0114                 | Леніне — Корольове — Автошлях М17                                                                 | 4,1             |
| Т 0116                 | Новопавлівка — Трудолюбівка — Научний                                                             | 14              |
| Т 0117                 | Ялта (Н19) — Аромат — Залізничне — Бахчисарай (Н06, Т 2702)                                       | 69,9            |
| Разом                  |                                                                                                   | 572,8           |

### Вінницька область
| Індекс та номер дороги | Найменування автомобільної дороги | Протяжність, км |
| ---------------------- | --- | --------------- |
| Т 0202                 | Могилів-Подільський (М21, Р36, Т 2308) — Ямпіль (Р08, Т 0215, Т 0218) — Крижопіль (Т 0233) — Ободівка (Р33) — Бершадь (Р54, Т 0222) — Джулинка (Т 0207) — Умань (М12) | 216,7           |
| Т 0203                 | Турбів (Р33, Т 0219) — Автошлях Т 0227 (Вівсяники) — Погребище (Т 0236, Т 0606) — Новофастів — Сквира (Р18, Н02)                                                      | 89,9            |
| Т 0204                 | Південний обхід м.Вінниця | 19,3            |
| Т 0205                 | Автошлях М12 - Куна - Кунка - Автошлях Р33 | 8,4             |
| Т 0207                 | Джулинка (Т 0202)— Гайворон — Благовіщенське (Т 2415) — Автошлях М05                                                                                                  | 46,1            |
| Т 0211                 | Вербовець (Т 2308)— Новодністровськ — Білоусівка — Автошлях Р63 | 29              |
| Т 0212                 | Вінниця (Т 0204) — Тиврів (Т 0216, Т 0230) — Шпиків (Р36) — Комаргород (Р08)                                                                                          | 78,6            |
|                        | Під'їзд до смт Томашпіль | 1,2             |
|                        | Разом | 79,8            |
| Т 0214                 | Перетин автошляхів М12 та Р31— Білозірка — Сьомаки (М21) — Біликівці (Т 0218)                                                                                         | 30,8            |
| Т 0215                 | Ямпіль — Велика Кісниця | 21,4            |
| Т 0216                 | Вінниця (М21) — Гнівань — Сутиски — Тиврів (Т 0212, Т 0230) | 33,6            |
| Т 0217                 | Муровані Курилівці (Т 2308)— Морозівка — Малий Обухів — Автошлях М21 — Горай                                                                                          | 23,6            |
| Т 0218                 | Лука-Барська (Т 0610, Т 2310) — Біликівці (Т 0214) — Рів (М21) — Жмеринка — Шаргород (Т 0230, Т 0229) — Березівка (Р36) — Чернівці (Т 0220) — Ямпіль (Р08, Т 0202)    | 127             |
| Т 0219                 | Стара Гута (Т 0610) — Автошлях Р31 — Калинівка (М21) — Турбів (Р33, Т 0203)                                                                                           | 67,1            |
| Т 0220                 | Вендичани (М21) — Автошлях Р36— Чернівці (Т 0218) — Томашпіль (Р08, Т 0212)                                                                                           | 60              |
| Т 0221                 | Немирів (М12, Р08, Р36) — Жорнище — Іллінці (Р33, Т 0606) | 28,5            |
| Т 0222                 | Шпиків (Р36) — Тульчин (Р08) — Кирнасівка — Тростянець (Р33) — Бершадь (Р54, Т 0202)                                                                                  | 87,5            |
| Т 0225                 | Чечельник (Р33) — Піщанка (Т 0233) — контрольно-пропускний пункт «Болган»                                                                                             | 47,3            |
| Т 0226                 | Гайсин (М12, Р33) — Зятківці — Теплик (Р54) | 29,6            |
| Т 0227                 | Білопілля (Т 0606) — Козятин (Н02) — Вівсяники(Т 0203) | 54,6            |
| Т 0229                 | Бар (Т 0610) — Копайгород — Автошлях М21 — Шаргород (Т 0218, Т 0230) — Автошлях (Р36) — Нові Хоменки                                                                  | 61,8            |
| Т 0230                 | Тиврів (Т 0212, Т 0216) — Нове Місто — Пеньківка — Мурафа — Шаргород (Т 0218, Т 0229)                                                                                 | 53,6            |
| Т 0231                 | Під'їзд до аеропорту «Вінниця-2» | 1,2             |
| Т 0233                 | Вапнярка (Р08) — Крижопіль (Т 0202) — Піщанка (Т 0225) — контрольно-пропускний пункт «Студена»                                                                        | 53,3            |
| Т 0236                 | Липовець (Р17, Р33) - Славна — Спичинці — Погребище (Т 0203, Т 0606)                                                                                                  | 37,7            |
| Т 0240                 | Автошлях Р08 — переправа | 3,3             |
| Разом                  | | 1311,1          |

### Волинська область
| Індекс та номер дороги | Найменування автомобільної дороги | Протяжність, км |
| ---------------------- | --- | --------------- |
| Т 0301                 | Залісся — Автошлях Т 0302 | 13,7            |
| Т 0302                 | Піща (Т 0307) — Шацьк (Т 0306) — Куснища (Т 0308) — Любомль (М07, Т 0308) — Верба (Р15) — Володимир (Н22, Р15 — Павлівка (Т 0305) — Горохів (Н17, Т 0311) — Берестечко (Т 0310, Т 1806) — Козин — Автошлях М06                       | 204,1           |
| Т 0303                 | Луцьк (Н17) — Радомишль — Демидівка (Т 1806, Т 1813) — Дубно (М06, М19, Т 1801) | 70,1            |
| Т 0304                 | Контрольно-пропускний пункт «Доманове» (М19) — Самари — Залухів — Мала Глуша — Автошлях Т 0308 — Невір — Ветли — Автошлях Р14 | 106,9           |
| Т 0305                 | Нововолинськ (Р15) — Іваничі — Павлівка (Т 0302) — Локачі (Т 0311) | 41,8            |
| Т 0306                 | Автошлях Т 0302 — Шацьк — Вілиця — Прип'ять — Любохини — Автошлях Т 0308 | 22,3            |
| Т 0307                 | Контрольно-пропускний пункт «Пулемець» — Піща (Т 0302) — Контрольно-пропускний пункт «Піща» | 18,9            |
| Т 0308                 | Любешів (Р14) — Велика Глуша Т 0304 — Камінь-Каширський (Т 0311) — Автошлях М19 — Ратне — Здомишель — Дубечне (Т 0309) — Любохини (Т 0306) — Заболоття — Головне — Куснища (Т 0302) — Любомль (М07)                                  | 147             |
| Т 0309                 | Дубечне (Т 0308) — Стара Вижівка — Смідин — Луків — Автошлях М07 — Турійськ (Р15) — Купичів (Т 0311) — Кременець (М19) — Рожище (Т 1802) — Ківерці (Р14) — Піддубці (Н22)                                                            | 151,3           |
| Т 0310                 | Стара Вижівка — Буцин — Автошлях М19 | 14,2            |
| Т 0311                 | Седлище (Р14) — Камінь-Каширський (Т 0308) — Воля — Вербка (М19) — Ковель (М07, М19, Р15) — Колодяжне (М19) — Автошлях М19 — Любитів — Купичів (Т 0309) — Мовчанів (Н22) — Війниця (Н22) — Локачі (Т 0305) — Скобелка (Н17, Горохів) | 161,6           |
| Т 0312                 | Автошлях Р14 — Журавичі — Берестяне - Цумань - Автошлях Н22 | 41,5            |
| Разом                  | | 993,4           |

### Дніпропетровська область
| Індекс та номер дороги | Найменування автомобільної дороги | Протяжність, км |
| ---------------------- | --- | --------------- |
| Т 0401                 | Дніпро (Н08, Т 0402, Т 0410) — Іларіонове — Автошлях М18 — Синельникове (Т 0416, Т 0425, Т 0445) — Роздори — Васильківка (Т 0408) — Григорівка (Т 0406) — Покровське (Н15) — Гуляйполе (Т 0814) — Пологи (Т 0815) — Автошлях Н08 — Токмак (Р37, Т 0408, Т 0813) — Мелітополь (М14, М18) | 254,8           |
| Т 0402                 | Ігрень (м. Дніпро, (Т 0401) — Олександрівка — Соколове — Автошлях М18 | 12,8            |
| Т 0403                 | Мар'янське (Н23) — Нововоронцовка — Автошлях Т 2207 — Берислав (Т 2207) — Автошляхи М14 та Р47 | 98,8            |
| Т 0404                 | Дніпро (М04, Н31) — Обухівка — Автошлях Н31 — Горянівське — Автошлях Т 0405 | 18,4            |
| Т 0405                 | Дніпро (Т 0410) — Слобожанськее (М04) — Автошлях Т 0404 — Чумаки — Хутірське (Т 0414) | 33,6            |
| Т 0406                 | Григорівка (Т 0401) — Чаплине — Просяна (Т 0427) — Демурине — Володимирівка (Т 0431) — Межова (Т 0428) — Покровськ (М04, Н32, Т 0515) | 94,8            |
| Т 0408                 | Павлоград (М04, Р51, Т 0416, Т 0422) — Васильківка (Т 0401) — Новомиколаївка (Н15) — Омельник (Т 0814) — Оріхів (Н08, Т 0812, Т 0815) — Новоданилівка (Н08) — Токмак (Р37, Т 0401, Т 0813)                                                                                              | 146,2           |
| Т 0410                 | Дніпро (М04, Т 0401, Т 0405) — Слобожанське — Підгородне (М04) — Магдалинівка (Т 0413, Т 0414) — Котовка (Т 0412) | 72,6            |
| Т 0411                 | Широке (Р74) — Олександрівка — Н23 (Запоріжжя) | 25,8            |
| Т 0412                 | Кам'янське (Н08) — Курилівка (Т 0414) — Шульгівка — Автошлях Н31 — Преображенка (Т 0413) — Гупалівка — Котовка (Т 0410) — Перещепине (М18) — Автошлях М29 — Чернявщина — Жемчужне (Р51)                                                                                                 | 197             |
| Т 0413                 | Царичанка (Н31) — Преображенка (Т 0412) — Магдалинівка (Т 0410, Т 0414) — Губиниха (М18) | 65,2            |
| Т 0414                 | Кам'янське (Т 0412) — Лобойківка (Н31) — Петриківка (Н31) — Хутірське (Т 0405) — Магдалинівка (Т 0410, Т 0413) | 46,4            |
| Т 0415                 | Верхньодніпровськ (Н08, Т 0437) — Вільногірськ (Т 0423) — Долинське — Автошлях М04 | 43,1            |
| Т 0416                 | Павлоград (М04, Р51, Т 0416, Т 0422) — Козачий Гай (Т 0426) — Автошлях Т 0401 — Синельникове (Т 0401, Т 0425) | 25              |
| Т 0419                 | П'ятихатки (М04, Р74) — Ордо-Василівка (Т 0434) — Софіївка (Н11) — Вакулове — Кам'янка — Апостолове (Н23) — Зеленодольськ | 127,3           |
| Т 0420                 | Одарівка — Автошлях М04 — Автошлях Н11 — Безбородькове — Новопокровка — Чумаки (Р73) — Томаківка (Н23) — Вищетарасівка (Т 0435) | 108,6           |
| Т 0421                 | Дніпро (Н08) — Сурсько-Литовське — Новомиколаївка (Т 0444) — Автошляхи М04, Н11 | 24,5            |
| Т 0422                 | Павлоград (М04, Р51, Т 0408, Т 0416) — Надеждівка — Автошлях М29 — Голубівка (М18) | 56,2            |
| Т 0423                 | Вільногірськ (Т 0415) — Лихівка — Мишурин Ріг (Н08) | 45,8            |
| Т 0424                 | Автошлях М04 — Петропавлівка — Олександропіль — Веселе | 23,1            |
| Т 0425                 | Синельникове (Т 0401, Т 0416) — Дерезувате — Підпільне — Меліоративне (М04) | 34,1            |
| Т 0426                 | Козачий Гай (Т 0416) — Лиманське — Автошлях М04 | 21,6            |
| Т 0427                 | Дмитрівка (М04) — Зелений Гай — Просяна (Т 0406) — Гаврилівка (Н15) | 51,7            |
| Т 0428                 | Слов'янка — (М04) — Межова (Т 0406) — Новопавлівка — Дачне | 46,2            |
| Т 0429                 | Новомиколаївка (Н08) — Верхівцеве — Божедарівка (М04, Т 0432, Т 0433) | 33,6            |
| Т 0430                 | Кам'янське (Т 0412)- Українка (Н08) — Кринички (Т 0439) — Світлогірське (М04, Н11) | 17,6            |
| Т 0431                 | Першотравенськ — Васильківське — Володимирівка (Т 0406) — Солоне | 24,9            |
| Т 0432                 | Нікополь (Н23) — Чкалове — Автошлях Т 0435 (Голубівка) — Миколаївка — Малософіївка (Н11, Т 0433) — Кудашівка — Божедарівка (М04, Т 0429, Т 0433) | 104,2           |
| Т 0433                 | Божедарівка (М04, Т 0429, Т 0432) — Болтишка — Малософіївка (Н11, Т 0432) | 22,2            |
| Т 0434                 | Ордо-Василівка (Т 0419) — Сергіївка — Веселі Терни (Кривий Ріг, Р74) — Новопілля — Автошлях Н11 | 26,3            |
| Т 0435                 | Голубівка (Т 0432) — Новоіванівка — Дмитрівка (Р73) — Марганець (Н23) — Вищетарасівка (Т 0420) | 70,8            |
| Т 0436                 | Чортомлик (Н23) — Покровське — Капулівка — Олексіївка (Н23) | 16,9            |
| Т 0437                 | Верхньодніпровськ (Т 0415, Т 0446) — Автошлях Н08 | 2,7             |
| Т 0439                 | Кринички (Т 0430) — Світлогірське (М04, Н11) | 4,2             |
| Т 0441                 | Автошлях Н31 на ділянці с. Лобойківка — смт Петриківка | 7,6             |
| Т 0442                 | Під'їзд до м. Інгульця | 3,4             |
| Т 0443                 | Автошлях Т 0447 — Сергіївка — Автошлях Н23 | 38,6            |
| Т 0444                 | Новомиколаївка (Т 0421) — Богданівка — Сурсько-Михайлівка (Р80) | 13,2            |
| Т 0445                 | Синельникове (Т 0401, Т 0425) — Славгород — Вільнянськ (Н15) | 25,8            |
| Т 0446                 | Верхньодніпровськ (Т 0437) — Пушкарівка — Лихівка ((Т 0423)) | 25,9            |
| Т 0447                 | Широке (Т 0411, Р74) — Шестірня — Заградівка | 25,9            |
| Разом                  | | 2190,8          |

### Донецька область
| Індекс та номер дороги | Найменування автомобільної дороги | Протяжність, км |
| ---------------------- | --- | --------------- |
| Т 0505                 | Авдіївка — (М04) — Спартак — Донецьк (Н20) | 7.6             |
| Т 0507                 | Донецьк (Н20, Н21) — Макіївка (Н21) — Харцизьк (Н21) — Іловайськ — Кутейникове (Т 0509) — Амвросіївка (Т 0509, Т 0517, Т 0519) — контрольно-пропускний пункт «Успенка» | 62,5            |
| Т 0508                 | Донецьк (Н15, Н20) — Старобешеве (Т 0509) — Бойківське (Т 0512, Т 0519) — Новоазовськ (М14) — Сєдове                                                                   | 111,3           |
| Т 0509                 | Велика Новосілка (Т 0518) — Володимирівка — Новотроїцьке (Н20) — Докучаєвськ — Старобешеве (Т 0508) — Кутейникове (Т 0507) — Амвросіївка (Т 0507, Т 0517, Т 0519)      | 124,6           |
| Т 0510                 | Сніжне (Н21, Т 0522) — Маринівка (на м. Куйбишево) | 16,7            |
| Т 0511                 | Єнакієве (М04, Т 0517) — Жданівка — Харцизьк (Н21, Т 0507) | 26              |
| Т 0512                 | Волноваха (Н20) — Андріївка — Мирне — Бойківське (Т 0508, Т 0519) | 50,7            |
| Т 0513                 | Лиман (Т 0514) — Сіверськ — Парасковіївка (М03) — Бахмут (Н32, Т 1302) — Горлівка (Т 0520)                                                                             | 89,5            |
| Т 0514                 | Добропілля (Т 0515) — Краматорськ (Н20) — Слов'янськ (М03, Н20) — Лиман (Т 0513)                                                                                       | 59,4            |
| Т 0515                 | Олександрівка (Т 0510) — Новодонецьке — Святогорівка — Добропілля (Т 0514) — Білицьке — Родинське — Покровськ (М04, Н32, Т 0406) — Шевченко — Костянтинопіль (Н15)     | 92,5            |
| Т 0516                 | Костянтинівка (Н20, Н32) — Торецьк | 15,2            |
| Т 0517                 | Єнакієве — Бунге — Хрестівка — Шахтарськ — Амвросіївка (Т 0507, Т 0509, Т 0519)                                                                                        | 45,5            |
| Т 0518                 | Багатир (Н15) — Велика Новосілка (Т 0509) — Старомлинівка — Малоянисоль — Нікольське (Т 0523, Н08)                                                                     | 118,8           |
| Т 0519                 | Амвросіївка (Т 0507, Т 0509, Т 0517) — Греково-Олександрівка — Бойківське (Т 0508, Т 0512) — Хрещатицьке — Маріуполь (М14, Н20, Н08)                                   | 121,6           |
| Т 0520                 | Автошлях М04 — Горлівка (Т 0513) | 8,3             |
| Т 0521                 | Автошлях М03 — під'їзд до м. Святогірська | 9,4             |
| Т 0522                 | Автошлях Н21 — під'їзд до Савур-могили | 9,1             |
| Т 0523                 | Автошлях Н20 — Кременівка — Нікольське (Т 0518, Н08) — Мангуш (М14) — Ялта                                                                                             | 59,7            |
| Разом                  | | 1159,3          |

### Житомирська область
| Індекс та номер дороги | Найменування автомобільної дороги | Протяжність, км |
| ---------------------- | --- | --------------- |
| Т 0601                 | Висока Піч (Н03) — Залужне (Т 0618) — Баранівка (Т 0612)                                                                                              | 44,3            |
| Т 0602                 | Автошлях М06 — Коростишів | 1,6             |
| Т 0603                 | Автошлях М06 — Пулини — Хорошів | 23,2            |
| Т 0604                 | Народичі (Т 0607) — Коростень (М07, М21, Р49) | 29,1            |
| Т 0605                 | Контрольно-пропускний пункт «Майдан Копищанський» — Олевськ — Автошлях М07 — Ємільчине — Сімаківка (Р49) – Котлярка                                   | 98,5            |
| Т 0606                 | Бердичів (М21, Р31, Т 2309) — Кашперівка (Т 0227) — Вчорайше — Ружин (Н02) — Погребище (Т 0203, Т 0236) — Автошлях Р17 — Іллінці (Т 0221)             | 130,3           |
| Т 0607                 | Овруч (Р02, М21) — Народичі (Т 0604) | 23,1            |
| Т 0608                 | Малин — Радомишль — Кочерів (М06) | 49,6            |
| Т 0609                 | Волиця (Р18) — Андрушівка | 6,5             |
| Т 0610                 | Любар (Н03, Н02) — Великий Митник (Р31) — Хмільник — Кусиківці — Автошлях М12 — Лука-Барська (Т 0218, Т 2310) — Бар (Т 0229) — Нова Ушиця (Т 2315)    | 161,8           |
| Т 0611                 | Ставище (М06) — Брусилів — Корнин — Попільня, Попільня (Р18), Кам'янка, Новопаволоцьке, Андрушки, Вчорайше                                            | 57,2            |
| Т 0612                 | Звягель (М06, Р49) — Баранівка (Т 0601) — Першотравенськ — Понінка — Полонне (Т 2309) — Автошлях Н02 — Кустівці — Старокостянтинів (Н03, Н25, Т 2324) | 100,7           |
| Т 0613                 | Коростень — Автошлях М07 через Кожухівку | 9,3             |
| Т 0614                 | Глибочиця (М06) — Калинівка — Слобода-Селець — Станишівка (Р18)                                                                                       | 9,5             |
| Т 0615                 | Автошлях М07 — Лугини | 2,7             |
| Т 0618                 | Залужне (Т 0601) — Романів | 8,3             |
| Т 0619                 | Овруцьке напівкільце | 7,5             |
| Разом                  | | 763,2           |

### Закарпатська область
| Індекс та номер дороги | Найменування автомобільної дороги                                                         | Протяжність, км |
| ---------------------- | ----------------------------------------------------------------------------------------- | --------------- |
| Т 0710                 | Мукачеве (М06, М24) — Горонда (Т 0729) — Велика Добронь (М25)                             | 24,7            |
| Т 0712                 | Перечин (Н13) — Тур'ї Ремети — Поляна — Голубине (М06) — Свалява (М06)                    | 52,1            |
| Т 0714                 | Шом (М25) — Горонглаб — контрольно-пропускний пункт «Дзвінкове»                           | 9               |
| Т 0718                 | Нижні Ворота (М06) — Воловець — Пилипець — Сойми (Р21) — Міжгір'я (Р21)                   | 44,6            |
| Т 0719                 | Виноградів (М23) — Великі Ком'яти — Сільце (Н09) — Іршава                                 | 23,8            |
| Т 0720                 | Міжгір'я (Р21) — Синевир (Т 0724)                                                         | 15,5            |
| Т 0724                 | Синевир (Т 0720) — Синевирська Поляна                                                     | 13,9            |
| Т 0737                 | Хуст (Н09, Р21) — Велятин — Шаян; Вишково — Буштино (Н09) з під'їздом до санаторію «Шаян» | 23,2            |
| Т 0741                 | Автошлях М06) — Голубине                                                                  | 1,2             |
| Разом                  |                                                                                           | 208             |

### Запорізька область
| Індекс та номер дороги | Найменування автомобільної дороги | Протяжність, км |
| ---------------------- | --- | --------------- |
| Т 0804                 | Кам'янка-Дніпровська (Т 0805) — Таврійське (Т 2208) — Велика Лепетиха (Т 2209) — Автошлях М14 (Каховка)                                     | 105,4           |
| Т 0805                 | Кам'янка-Дніпровська (Т 0804) — Дніпровка (Р37) — Велика Білозерка (Т 0810) — Веселе (Т 0811, Т 0817) — Трудове — Автошлях М14 (Мелітополь) | 113,1           |
| Т 0810                 | Велика Білозерка (Т 0805) — Мала Білозерка (Т 0817) — Михайлівка (Т 0818) — Високе (М18)                                                    | 50,2            |
| Т 0811                 | Веселе (Т 0805, Т 0817) — Матвіївка (Т 0818) — Новобогданівка (М18)                                                                         | 35,6            |
| Т 0812                 | Оріхів (Н08, Т 0815, Т 0408) — Щербаки — Лугове — Автошлях М18                                                                              | 37,3            |
| Т 0813                 | Токмак (Р37, Т 0401, Т 0408) — Урожайне — Чернігівка                                                                                        | 31,1            |
| Т 0814                 | Омельник (Т 0408) — Гуляйпільське — Гуляйполе (Т 0401)                                                                                      | 27              |
| Т 0815                 | Оріхів (Н08, Т 0812, Т 0408) — Пологи (Т 0401)                                                                                              | 27,7            |
| Т 0817                 | Василівка (М18, Р37, Т 0818) — Дніпрорудне (Р37) — Мала Білозерка (Т 0810) — Веселе (Т 0805, Т 0811)                                        | 40,5            |
| Т 0818                 | Василівка (М18, Р37, Т 0817) — Михайлівка (Т 0810)                                                                                          | 14,9            |
| Т 0819                 | Більмак (Н08) — Берестове — Осипенко (М14)                                                                                                  | 51              |
| Т 0820                 | Якимівка — Автошлях М18 — Кирилівка | 41,6            |
| Т 0821                 | Красне (Р37) — Мануйлівка — Приморськ (М14)                                                                                                 | 36              |
| Разом                  | | 820,5           |

### Івано-Франківська область
| Індекс та номер дороги | Найменування автомобільної дороги                                                                                               | Протяжність, км |
| ---------------------- | --- | --------------- |
| Т 0903                 | Галич (Н09) — Підгайці (Т 2004) — Надрічне (Т 2006) — Тютьків (Н18) — Теребовля (М19) — Гримайлів (Т 2002) — Сатанів (Р48, Р50) | 132,1           |
| Т 0905                 | Делятин (Н09) — Ланчин — Раківчик (Н10)                                                                                         | 28,1            |
| Т 0906                 | Івано-Франківськ (Н09, Н10, Н18) — Надвірна (Н09)                                                                               | 26,7            |
| Т 0909                 | Старі Кути — Косів (Р24) — Рожнів — Снятин (Н10, Р20)                                                                           | 48,7            |
| Т 0910                 | Калуш (Н10, Т 1419) — Войнилів — Бурштин (Н09)                                                                                  | 32,9            |
| Разом                  | | 268,5           |

### Київська область
| Індекс та номер дороги | Найменування автомобільної дороги                                                                                         | Протяжність, км |
| ---------------------- | --- | --------------- |
| Т 1001                 | Ворзель (М07) — Забуччя — Автошлях М06                                                                                    | 12,4            |
| Т 1002                 | Гостомель (М07, Т 1011) — Демидів (Р02)                                                                                   | 16,9            |
| Т 1004                 | Бориспіль (М03, Н08, Р03, Т 1018) — Гоголів (Н07) — Рудня — Автошлях М01                                                  | 44,9            |
| Т 1006                 | Глеваха (М05, Т 1023) — Підгірці (Н01)                                                                                    | 14,2            |
| Т 1008                 | Київ — Рожни (Т 1034) — Літочки — Остер (Т 2535) — Кіпті (М01, М02)                                                       | 87,4            |
| Т 1009                 | Гребінки (М05) — Узин (Н02, Т 1010, Т 1033)                                                                               | 20,8            |
| Т 1010                 | Узин (Н02, Т 1009, Т 1033) — Рокитне (Т 1017)                                                                             | 15,1            |
| Т 1011                 | Гостомель (М07, Т 1002) — Берестянка (Т 1019) — Коблиця — Мирча — Загальці (М07)                                          | 54,6            |
| Т 1012                 | Київ — Вишневе — Боярка                                                                                                   | 10,9            |
| Т 1013                 | Фастів (Р04, Р19, Т 1028) — Кожанка — Великополовецьке — Автошлях Н02 — Фурси (Н02) — Яблунівка — Володарка (Р17, Р18)    | 74,1            |
| Т 1014                 | Автошлях М05 (Винарівка) — П'ятигори — Тетіїв (Р17)                                                                       | 30,7            |
| Т 1016                 | Київ (М03) — Ревне — Рогозів (Н08)                                                                                        | 37,9            |
| Т 1017                 | Миронівка (Н01, Р09, Т 1022) — Ольшаниця (Т 1021) — Рокитне (Т 1010) — Довгалівське (Р04) — Северинівка — Плоске (Т 1021) | 75,4            |
| Т 1018                 | Бориспіль (М03, Н08, Р03, Т 1004) — Баришівка (Т 1025) — Березань (Т 1024) — Яготин (Т 2541)                              | 51              |
| Т 1019                 | Феневичі (Р02) — Берестянка (Т 1011) — Бородянка (М07) — Макарів — Калинівка (М06) — Бишів (Р04)                          | 65,7            |
| Т 1021                 | Телешівка — Ольшаниця (Т 1017) — Тараща (Р04) — Плоске (Т 1017) — Ставище (Р18)                                           | 28,6            |
| Т 1022                 | Миронівка (Н01, Р09, Т 1017) — Богуслав — Дібрівка — Автошлях Р04                                                         | 36,1            |
| Т 1023                 | Васильків (Р19, Т 1038) — Глеваха (М05, Т 1006)                                                                           | 2,8             |
| Т 1024                 | Автошлях М03 — Березань (Т 1018) — Войтове — Згурівка (Т 2541)                                                            | 33,6            |
| Т 1025                 | Баришівка (Т 1018) — Автошлях М03 — Переяслав (Н08, Т 1032)                                                               | 40,2            |
| Т 1027                 | Київське півкільце | 13,3            |
| Т 1032                 | Переяслав (Н08, Т 1025) — Студеники — Автошлях М03                                                                        | 19,4            |
| Т 1033                 | Трипілля (Р19) — Автошлях Н01 — Германівка — Василів — Узин (Н02, Т 1009, Т 1010)                                         | 55              |
| Т 1034                 | Автошлях М01 — Крехаїв (Т 1008) з під'їздом до с. Літки                                                                   | 28,1            |
| Т 1035                 | Автомошлях Р02 — ст. Вільча — контрольно-пропускний пункт «Вільча-Олександрівка»                                          | 28,1            |
| Т 1037                 | Іванків (Р02, Т 1005) — Городище                                                                                          | 3,2             |
| Т 1038                 | Васильків (Р19, Т 1023) — Автошлях М05 — Калинівка — Княжичі — Лука — Автошлях Р04 — Гореничі — Стоянка (М06)             | 37,3            |
| Т 1039                 | Гостомельське шосе — просп. Маршала Рокосовського                                                                         | 7,3             |
| Разом                  | | 945             |

### Кіровоградська область
| Індекс та номер дороги | Найменування автомобільної дороги                                                                                         | Протяжність, км |
| ---------------------- | --- | --------------- |
| Т 1201                 | Кропивницький (М12) — Каніж — Новомиргород (Т 1206, Т 1209, Т 1212, Т 2401)                                               | 51,7            |
| Т 1202                 | Автошлях М12 — Шостаківка — Миколаївка — заповідник «Хутір Надія» — Автошлях М13                                          | 13,5            |
| Т 1203                 | Павлиш (М22) — Онуфріївка — Дача (Н08)                                                                                    | 31,6            |
| Т 1204                 | Долинська (Т 1210) — Олександрівка — Новошевченкове — Автошлях Н23                                                        | 19,3            |
| Т 1205                 | Кропивницький (М12, Н14) — Нова Прага (Т 1218) — Олександрія (М04, М22, Т 1215)                                           | 59,3            |
| Т 1206                 | Новоархангельськ (М12, Т 1214) — Кальниболота — Петроострів — Новомиргород (Т 1201, Т 1209, Т 1212, Т 2401)               | 83,3            |
| Т 1208                 | Добровеличківка (Т 1214) — Вільшанка — Пушкове (Н24)                                                                      | 51,6            |
| Т 1209                 | Новомиргород (Т 1201, Т 1206, Т 1212, Т 2401) — Олександрівка (Н14, Т 1217)                                               | 48,9            |
| Т 1210                 | Устинівка (Т 1216, Т 2401) — Долинська (Т 1204) — Куцівка (Н23) — Спасове — Петрове (Т 1215) — Жовті Води (Р74)           | 109,1           |
| Т 1211                 | Знам'янка (М04, М12, Н01) — Дмитрівка — Автошлях Т 1215 — Подорожнє (Р10)                                                 | 51              |
| Т 1212                 | Новомиргород (Т 1201, Т 1206, Т 1209, Т 2401) — Автошлях Т 2401 — Мар'янопіль — Велика Виска (М12)                        | 20,7            |
| Т 1214                 | Новоархангельськ (М12, Т 1206) — Тишківка — Добровеличківка (Т 1206) — Піщаний Брід (Т 1504) — Помічна — Миколаївка (М13) | 80              |
| Т 1215                 | Глинськ — Автошлях Т 1211 — Приютівка — Олександрія (М04, М22, Т 1205) — Балахівка — Петрове (Т 1210)                     | 70,8            |
| Т 1216                 | Компаніївка (Н14) — Брусівка — Устинівка (Т 1210, Т 2401)                                                                 | 43,5            |
| Т 1217                 | Олександрівка (Н01, Н14, Т 1209) — Бурякове — Чигирин (Р10)                                                               | 30,8            |
| Т 1218                 | Новгородка (Н23) — Шарівка — Нова Прага (Т 1205)                                                                          | 37              |
| Т 1220                 | Автошлях Т 1211 — Автошлях М04                                                                                            | 4,4             |
| Т 1221                 | Кропивницький (М12, М13) — Вишняківка — Рівне                                                                             | 45              |
| Т 1222                 | Новоукраїнка (Т 1504, Т 2401) — Автошлях М13 — межа Миколаївської області з під'їздом до санаторію «Гусарське Урочище»    | 24,7            |
| Т 1223                 | Івангород (Н14) — Розумівка — Кримки (Т 1209)                                                                             | 23,5            |
| Разом                  | | 899,7           |

### Луганська область
| Індекс та номер дороги | Найменування автомобільної дороги | Протяжність, км |
| ---------------------- | --- | --------------- |
| Т 1301                 | Луганськ (М04) — Георгіївка (Н21, Т 1320) з під'їздом до аеропорту «Луганськ» | 16,1            |
| Т 1302                 | Контрольно-пропускний пункт «Танюшівка» — Білолуцьк (Т 1321) — Новопсков (Т 1307) — Старобільськ (Н21, Н26, Т 1308, Т 1313) — Нова Астрахань — Рубіжне (Т 1303) — Новодружеськ — Лисичанськ (Т 1303) — Соледар — Автошлях М03 — Бахмут (Н32, Т 0513) | 162,1           |
| Т 1303                 | Успенка (Н21) — Щотове — Антрацит (М03) | 32,8            |
| Т 1305                 | Довжанськ (Т 1311) — Криничне — контрольно-пропускний пункт «Довжанський» (М03) | 23,6            |
| Т 1306                 | Сєвєродонецьк — Новоохтирка — Новоайдар (Н21) | 37,1            |
| Т 1307                 | Сватове (Н26) — Білокуракине (Т 1313) — Новопсков (Т 1302) — Лісна Поляна (Т 1308) — Марківка (Т 1308, Т 1314) — Зоринівка — Мілове (Н26) | 164,3           |
| Т 1308                 | Марківка (Т 1307, Т 1314) — Антонівка — Старобільськ (Н26, Т 1302, Т 1313) | 54,3            |
| Т 1309                 | Щастя (Н21) — Петропавлівка — Тепле — Широкий (Р22, Т 1314) | 37,4            |
| Т 1310                 | Лутугине (Н21, Т 1318) — Волнухине (Т 1320) — Широке — Сорокине (М04) | 41,2            |
| Т 1311                 | Довжанськ (Т 1305) — Вознесенівка — контрольно-пропускний пункт «Червонопартизанськ» | 10,8            |
| Т 1312                 | Сорокине (М04, Т 1310) — Довжанськ (Т 1305, Т 1311) — Ровеньки (Т 1320) — Антрацит (М03) | 62,3            |
| Т 1313                 | Старобільськ (Н21, Н26, Т 1302, Т 1308) — Білокуракине (Т 1307) — Лозно-Олександрівка — Троїцьке | 111,4           |
| Т 1314                 | Контрольно-пропускний пункт «Просяне» — Марківка (Т 1307, Т 1308) — Біловодськ (Н26) — Городище — Широкий (Р22, Т 1309) | 93,8            |
| Т 1315                 | Михайлівка (М04, Н32) — Іванівське — Зимогір'я — Автошлях Р66 — Слов'яносербськ — Райгородка — Автошлях Н21 | 56,2            |
| Т 1316                 | Під'їзд до м. Первомайська | 13,3            |
| Т 1317                 | Під'їзд до м. Голубівки | 14              |
| Т 1318                 | Біле (М04) — Білоріченський — Лутугине (Н21, Т 1310) | 18,2            |
| Т 1319                 | Перевальськ (М04) — Петрово-Красносілля — Іванівка (Н21) | 27,9            |
| Т 1320                 | Георгіївка (Н21, Т 1301) — Волнухине (Т 1310) — Ровенькиnbsp;— Автошлях М03 | 48,9            |
| Т 1321                 | Білолуцьк (Т 1302) — контрольно-пропускний пункт «Новобіла» | 19              |
| Разом                  | | 1044,7          |

### Львівська область
| Індекс та номер дороги | Найменування автомобільної дороги | Протяжність, км |
| ---------------------- | --- | --------------- |
| Т 1401                 | Старий Самбір (Н13) — Стара Сіль — Хирів (Т 1418) — контрольно-пропускний пункт «Смільниця» | 30              |
| Т 1402                 | Пісочна (М06) — Рудники — Меденичі (Т 1416) — Почаєвичі (Т 1418) — Стебник — Трускавець — Борислав (Т 1415) — Східниця (Т 1421) | 52,5            |
| Т 1403                 | Немирів (Р40) — Грушів | 12,7            |
| Т 1404                 | Червоноград (Р15, Т 1410, Т 1412) — Острів (Р15) — Белз — Угнів — Рава-Руська (М09, Р40) | 53,2            |
| Т 1408                 | Хоробрів (Р15) — Угринів | 8               |
| Т 1410                 | Червоноград (Р15, Т 1404, Т 1412) — Радехів (Н17) — Хмільно (Т 1806) — Лопатин — Броди (М06, Р39) | 81,1            |
| Т 1414                 | Північний обхід м. Львова | 5               |
| Т 1415                 | Мостиська (М11) — Садковичі — Самбір (Н13, Т 1418) — Уріж — Борислав (Т 1402) | 67,2            |
| Т 1416                 | Львів (М10, М11) — Пустомити — Щирець — Велика Горожанка (Т 1425) — Меденичі (Т 1402) | 46,9            |
| Т 1417                 | Куровичі (Н02, Т 1425) — Перемишляни (Т 1806) — Брюховичі — Автошлях Т 2007 — Рогатин (М12, Н09) | 42,8            |
| Т 1418                 | Стрий (М06, М12, Н10) — Нове Село — Автошлях Т 1402 — Дрогобич — Самбір (Н13, Т 1415) — Хирів (Т 1401) — Добромиль — Нижанковичі | 97,1            |
| Т 1419                 | Миколаїв (М06) — Розвадів (М06) — Розділ — Іванівці (М12) — Жидачів (М12) — Журавно — Калуш (Н10, Т 0901) | 64              |
| Т 1424                 | Сколе (М06) — Тухля — Славське | 24              |
| Т 1425                 | Бібрка (Н09) — Під'ярків — Куровичі (Н02) — Задвір'я — Автошлях М06 — Кам'янка-Бузька (Н17) — Зіболки — Жовква (М09, Р15) — Крехів — Івано-Франкове (М10) — Городок (М11) — Автошлях Н13 — Комарно — Велика Горожанка (Т 1416) — Дроговиж (М06 — Миколаїв (М06 | 173,8           |
| Разом                  | | 758,3           |

### Миколаївська область
| Індекс та номер дороги | Найменування автомобільної дороги | Протяжність, км |
| ---------------------- | --- | --------------- |
| Т 1503                 | Обхід м. Нової Одеси | 13,8            |
| Т 1504                 | Первомайськ (Н24, Р75) — Лиса Гора — Піщаний Брід (Т 1214) — Новоукраїнка (Т 2401)                                                     | 58,8            |
| Т 1505                 | Снігурівка (Т 1508) — Олександрівка — Наддніпрянське (М14) — Антонівка — Автошлях Р47                                                  | 37              |
| Т 1506                 | Миколаїв (М14, Н11, Н14, Н24) — Широколанівка — Автошлях Р55 — Михайлівка — Доманівка (Р75) — Копані — Врадіївка (М13) — Берізки (Р75) | 174,9           |
| Т 1507                 | Миколаїв (М14, Н11, Н14, Н24) — Парутине — Дмитрівка — Очаків (Т 1513)                                                                 | 66,6            |
| Т 1508                 | Калинівка (Н11) — Первомайське — Партизанське — Автошлях Т 1505 (Снігурівка) — Березнегувате (О150214, Р81)                            | 79,2            |
| Т 1510                 | Нова Одеса (Н24) — Єланець (Р55) — Братське (Т 1511) — Арбузинка — Автошлях Н24                                                        | 116,6           |
| Т 1511                 | Вознесенськ (Н24, Р55) — Трикрати — Братське (Т 1510)                                                                                  | 36,5            |
| Т 1513                 | Нечаяне (М14) — Автошлях М14 — Іванівка — Кам'янка — Очаків (Т 1507)                                                                   | 37,4            |
| Т 1515                 | Федорівка (М14) — Тузли — Рибаківка — база відпочинку «Лугове» (Т 1516)                                                                | 25,2            |
| Т 1517                 | Під'їзд до м. Снігурівки | 3,6             |
| Т 1518                 | Велика Корениха (Т 1507) — Чумаки — Кам'янка (Т 1513)                                                                                  | 21              |
| Т 1519                 | Очаків (Т 1507, Т 1513) — база відпочинку «Чорноморка»                                                                                 | 6               |
| Т 1520                 | Автошлях Т 1515 — зона відпочинку «Рибаківка»                                                                                          | 1,5             |
| Разом                  | | 786,4           |

### Одеська область
| Індекс та номер дороги | Найменування автомобільної дороги | Протяжність, км |
| ---------------------- | --- | --------------- |
| Т 1606                 | Контрольно-пропускний пункт «Виноградівка» — Болград — Василівка (Т 1632) — Автошлях М15 (Кирнички)                                                                            | 48,8            |
| Т 1607                 | Ізмаїл (М15) — Кілія (Т 1630) — Автошлях Т 1628 — Вилкове | 68,3            |
| Т 1608                 | Сарата (М15, Т 1643) — Арциз (Т 1627) — Автошлях Т 1645 — Кубей (Т 1632) — Болград (М15, Т 1606, Т 1631)                                                                       | 99,9            |
| Т 1610                 | (Шабо) Автошлях Н33 — Приморське — Автошлях Т 1643 — Жовтий Яр — Татарбунари (М15) з під'їздом до смт Сергіївка                                                                | 85,2            |
| Т 1611                 | Балта (Р71, Р75, Р33) — Кодима (Т 1622) — Контрольно-пропускний пункт «Олексіївка»                                                                                             | 62,3            |
| Т 1612                 | Ананьїв (Р71, Т 1623) — Подільськ (Р33, Т 1622, Т 1637) — Чорна (Т 1624) — Контрольно-пропускний пункт «Федосіївка»                                                            | 75              |
| Т 1613                 | Старі Маяки (М05) — Шабельники — Стрюкове (Т 1623) — Миколаївка (Т 1640) | 56,9            |
| Т 1614                 | Нові Маяки (М05) — Ширяєве (Р71) — Затишшя — Захарівка (Р33, Т 1646) — Контрольно-пропускний пункт «Йосипівка»                                                                 | 61,5            |
| Т 1615                 | Контрольно-пропускний пункт «Великоплоське» — Новопетрівка (Р33) — Цебрикове — Знам'янка (М05) — Березівка Т 1623                                                              | 51,8            |
| Т 1617                 | Автошлях М05 — Малинівка — Іванівка (Р71) — Буялик — Трояндове — Автошлях Р55                                                                                                  | 61              |
| Т 1618                 | Автошлях М05 — Єреміївка — Петро-Євдокіївка (Т 1619) — Роздільна (Т 1619) — Степанівка (Р33)                                                                                   | 36,8            |
| Т 1619                 | Біляївка (Т 1625) — Автошлях М16 — Вигода — Петро-Євдокіївка (Т 1618) — Роздільна (Т 1618)                                                                                     | 52              |
| Т 1620                 | Автошлях М15 — Доброолександрівка — Великодолинське (Н33) — Олександрівка (М27, Т 1641)                                                                                        | 30,5            |
| Т 1621                 | Саврань (Р54) — Бакша — Гвоздавка Перша (Р75) — Солтанівка — Любашівка — Автошлях М05                                                                                          | 51,5            |
| Т 1622                 | Подільськ (Р33, Т 1612, Т 1637) — Мурована (Т 1638) — Слобідка Р75 — Кодима (Т 1611)                                                                                           | 49,2            |
| Т 1623                 | Ананьїв (Р71, Т 1612, Т 1633) — АвтошляхМ13 — Троїцьке (М05) — Настасіївка (Т 1640) — Чернове (Т 1640) — Стрюкове (Т 1613) — Березівка (Т 1615) — Вікторівка (Р55)             | 106,1           |
| Т 1624                 | Новосамарка (Р33) — Окни (М13) — Чорна (Т 1612) — Контрольно-пропускний пункт «Станіславка»                                                                                    | 35,1            |
| Т 1625                 | Овідіополь (Н33, Т 1641) — Маяки (М15) — Біляївка (Т 1619) — Лиманське — Контрольно-пропускний пункт «Кучурган» (М16, Р33)                                                     | 74,5            |
| Т 1627                 | Татарбунари (М15, Т 1610) — Арциз (Т 1608) — Бессарабське (Т 1644) — Серпневе — Контрольно-пропускний пункт «Серпневе 1»                                                       | 75,4            |
| Т 1628                 | Вилкове (Т 1607) — Автошлях Т 1607 — Струмок (Т 1630) — Спаське (М15) | 44,7            |
| Т 1629                 | Контрольно-пропускний пункт «Табаки» — Автошлях М15 — Виноградівка — Котловина — Орлівка (М15)                                                                                 | 54,2            |
| Т 1630                 | Кілія (Т 1607) — Шевченкове — Струмок (Т 1628) | 32,5            |
| Т 1631                 | Болград (М15, Т 1608) — Криничне — М15 (Ізмаїл) | 33,6            |
| Т 1632                 | Контрольно-пропускний пункт «Нові Трояни» — Кубей (Т 1608) — Василівка (М15) — Кам'янка — Автошлях М15                                                                         | 56,6            |
| Т 1633                 | Ананьїв (Р71, Т 1612, Т 1623) — Байтали — Білине (Р71) | 32,5            |
| Т 1634                 | Велика Михайлівка (Р33) — Великокомарівка — Великоплоске — (Т 1615) — Слов'яносербка — кордон Молдови                                                                          | 43,4            |
| Т 1635                 | Доброслав (Р55, Т 1636) — Кубанка — Одеса (М05) | 39,1            |
| Т 1636                 | Доброслав (Р55, Т 1635) — Дмитрівка — Сичавка (М14, М28) | 25,7            |
| Т 1637                 | Подільськ (Р33, Т 1612, Т 1622) — Мала Олександрівка — Автошлях М13 — Качурівка (М13) — Долинське (Т 1646) — Мар'янівка (Р71)                                                  | 52,7            |
| Т 1638                 | Контрольно-пропускний пункт «Станіславка» — Станіславка (Т 1624) — Мурована (Т 1622)                                                                                           | 20,2            |
| Т 1639                 | Чубівка (Р33) — Автошлях М13 — Мардарівка (Т 1646) | 19,7            |
| Т 1640                 | Миколаївка (Т 1613) — Чернове (Т 1623) — Настасіївка — Автошлях М05 | 35,7            |
| Т 1641                 | Овідіополь (Н33, Т 1625) — Дальник — Санжійка (Т 1647) — Чорноморськ — Олександрівка (М27, Т 1620)                                                                             | 23,6            |
| Т 1642                 | Рені (М15) — контрольно-пропускний пункт «Долинське» | 8,6             |
| Т 1643                 | Кордон Молдови — Фараонівка — Сарата (М15, Т 1608) — Дивізія — Автошлях Т 1610                                                                                                 | 71,7            |
| Т 1644                 | Контрольно-пропускний пункт «Лісне» — Буджак — Соборне — Бессарабське (Т 1627) — Малоярославець Другий — Автошлях Т 1645 — контрольно-пропускний пункт «Малоярославець Перший» | 59,9            |
| Т 1645                 | Автошлях Т 1644 — Ярове — Новоіванівка — Т 1608 — станція Аліяга — Автошлях М15                                                                                                | 55,4            |
| Т 1646                 | Захарівка (Р33, Т 1614) — Мардарівка (Т 1639) — Долинське — Шимкове (Р71) | 50,4            |
| Т 1647                 | Кароліно-Бугаз (Н33) — Грибівка — Санжійка (Т 1641) | 16,8            |
| Разом                  | | 2065,5          |

### Полтавська область
| Індекс та номер дороги | Найменування автомобільної дороги | Протяжність, км |
| ---------------------- | --- | --------------- |
| Т 1701                 | Гребінка (Т 1710, Т 2410) — Кулажинці — Автошлях М03 (вилучена) | 19,6            |
| Т 1702                 | Перетин автомобільних доріг Н12 та Т 1707 — Колонтаїв (Т 2116) — Краснокутськ (Т 2106) — Козіївка — Полкова Микитівка — Автошлях Р46 — Богодухів (Р45, Р46, Т 1901)                         | 57,3            |
| Т 1703                 | Автошлях Н08 — Недогарки — Власівка — Світловодськ (Р10) | 8,2             |
| Т 1705                 | Лохвиця (Р60) — Автошлях Р60 — Заводське — Гадяч (Т 1706, Т 1904) — Комиші — Автошлях Т 1906 — Охтирка (Н12, Р46) — Велика Писарівка (Р45) — контрольно-пропускний пункт «Велика Писарівка» | 164,3           |
| Т 1706                 | Опішня (Н12, Р42, Т 1710) — Зіньків — Гадяч (Т 1705, Т 1904) | 61              |
| Т 1707                 | Полтава (М03, М22, Н12, Т 1712) — Велика Рублівка (Т 1730) — Мала Рублівка — Перетин автомобільних шляхів Н12 та Т 1702                                                                     | 43,1            |
| Т 1709                 | Оржиця — Мусіївка — Хорол (М03, Т 1716)(вилучена ) | 43              |
| Т 1710                 | Пирятин (М03, Р60, Р67) — Тарасівка — Гребінка (Т 1701, Т 2410) | 12,5            |
| Т 1711                 | Автошлях М22 — Соснівка — Кременчук (М22, Н08) — Мала Кохнівка — Горішні Плавні | 15,8            |
| Т 1712                 | (Полтава) Автомобільні дороги М03 та Р11 — Машівка — Карлівка (Р11) | 38,1            |
| Т 1713                 | Об'їзна дорога м. Лохвиці | 3,9             |
| Т 1714                 | Лубни (М03, Р42) — Пізники (Р60) — Чорнухи | 34,7            |
| Т 1715                 | Миргород (Р42, Т 1710, Т 1719) — Гаркушинці (Т 1719) — Вишняки (М03) — Хорол (М03, Т 1709, Т 1716)                                                                                          | 29,1            |
| Т 1716                 | Хорол (М03, Т 1709) — Семенівка — Жуки (Т 1721) — Піщане (Н06) — Кременчук | 79,4            |
|                        | Під'їзд до м. Глобиного | 3,5             |
|                        | Разом | 82,9            |
| Т 1717                 | Автошлях М03 — Мостовівщина — Великі Кринки — Глобине | 43,8            |
| Т 1718                 | Диканька (Н12) — Балясне (Т 1733) Покровське — Решетилівка (М03, Н31, Т 1734) | 50,7            |
| Т 1719                 | Миргород (Р42, Т 1715, Т 1719) — Гаркушинці (Т 1715) — Велика Багачка (Т 1727) — Байрак — Поділ (М03, Т 1720)                                                                               | 34              |
| Т 1720                 | Поділ (М03, Т 1719) — Шишаки — Автошлях (Р42) | 41,7            |
| Т 1721                 | Бугаївка (Н08) — Жуки (Т 1716) — Глобине (Т 1717) — Троїцьке — Манжелія — Автошлях Т 1736 — Козельщина — Автошлях М22 (вилучена )                                                           | 77,4            |
| Т 1722                 | Гребінка (Т 1701, Т 1710, Т 2410) — Оржиця (Т 2417) | 35,3            |
| Т 1723                 | Лохвиця (Р60, Т 1713) — Вирішальне (Т 1724) — Литвяки — Лубни (М03, Р42) (вилучена ) | 59,8            |
| Т 1724                 | Вирішальне (Т 1723) — Залізняки — Комишня (Т 1725) (вилучена) | 18,7            |
| Т 1725                 | Гадяч (Т 1705, Т 1706, Т 1904) — Рашівка (Т 1726) — Комишня (Т 1724) — Миргород (Р42, Т 1710, Т 1715, Т 1719)                                                                               | 59,3            |
| Т 1726                 | Рашівка (Т 1725) — Савинці — Великі Сорочинці (Р42, Т 1727) (вилучена ) | 30              |
| Т 1727                 | Велика Багачка (Т 1719) — Гоголеве — Великі Сорочинці (Р42, Т 1727) — Бірки — Зіньків (Т 1706, Т 1728) (вилучена )                                                                          | 76,1            |
| Т 1728                 | Зіньків (Т 1706, Т 1727) — Мала Павлівка (Т 1705) (вилучена ) | 14,3            |
| Т 1729                 | Об'їзна дорога смт Котельва | 10,7            |
| Т 1730                 | Велика Рублівка (Т 1707) — Скороходове — Чутове (М03) (вилучена ) | 36,1            |
| Т 1731                 | Войнівка (М03) — Максимівка — Карлівка (Р11, Т 1712) (вилучена ) | 25,8            |
| Т 1732                 | Автошлях Т 1707 — Рунівщина — Черкасівка — Перетин автомобільних шляхів М03 та Р11 (вилучена)                                                                                               | 16,1            |
| Т 1733                 | Шишаки (Т 1720) — Пришиб — Балясне (Т 1718) ( вилучена ) | 25,7            |
| Т 1734                 | Решетилівка (М03, Н31, Т 1718) — Лелюхівка (М22) — Нові Санжари — Нехвороща (Т 1735, Т 0412) (вилучена)                                                                                     | 69,8            |
| Т 1735                 | Кобеляки (Н31) — Маячка — Нехвороща (Т 1734, Т 0412) — Машівка (Т 1712) (вилучена) | 72              |
| Т 1736                 | Капустяни (Н31) — Дяченки — Автошлях Т 1721 — Дмитрівка (М22) — Горішні Плавні (Т 1711) | 61,3            |
| Т 1737                 | Настасівка (Хорольський район) (М03) — Бочки — Автошлях Т 1709 — Новий Байрак — Вишневе (Т 1716) (вилучена)                                                                                 | 16              |
| Разом                  | | 1488,1          |

### Рівненська область
| Індекс та номер дороги | Найменування автомобільної дороги | Протяжність, км |
| ---------------------- | --- | --------------- |
| Т 1801                 | Рівне — Квасилів (М06, Н25) — Здолбунів (Н25) — Мізоч — Дубно (М06, М19, Т 0303) | 47,2            |
| Т 1802                 | Маюничі (М07, Т 0310) — Велика Осниця — Красноволя — Колки — Автошлях Р14 — Копилля — Рожище (Т 0309) Копачівка (М19) — Торчин (Н22) — Шклинь (Н17)                                                      | 122,8           |
| Т 1804                 | Корець (М06) — Берездів — Глинники — Славута (Н25) — Ізяслав (Т 2313) — Автошлях Н02 — Нове Село — Антоніни (Т 2324) — Автошлях Т 2314                                                                   | 122             |
| Т 1806                 | Рівне (М06, Н22, Н25) — Радів — Автошлях М19 — Млинів — Демидівка (Т 1813, Т 0303) — Берестечко (Т 0302, Т 0310) — Лопатин (Т 1410) — Буськ М06 — Красне — Глиняни — Автошлях Н02 — Перемишляни (Т 1417) | 182,8           |
| Т 1808                 | Полиці (М07) — Рафалівка — Суховоля (Т 1809) — Стара Рафалівка (Вараш) — Борове — Зарічне (Р76) | 81,6            |
| Т 1809                 | Переброди — Миляч — Дубровиця (Н25, Р76, Т 1810) — Володимирець — Суховоля (Т 1808) | 95,2            |
| Т 1810                 | Дубровиця (Н25, Р76, Т 1809) — Любиковичі — Глушиця — Сарни (М07, Н25) | 25,1            |
| Т 1811                 | Клесів — Автошлях М07 — Гранітне — Михалин — Березне (Т 1812) — Антонівка — Автошлях Н25 | 59,5            |
| Т 1812                 | Немовичі (Н25) — Тинне — Березне (Т 1811) — Великі Селища — Великі Межирічі — Федорівка (М06) | 89,8            |
| Т 1813                 | Демидівка (Т 1806, Т 0303) — Торговиця — Велика Городниця (М19) — на Олику | 58,5            |
| Т 1814                 | Рокитне — Автошлях М07 | 3,2             |
| Т 1815                 | Дубно (М19, Т 1801, Т 0303) — Млинів (Т 1806) — Яловичі (Т 1813 | 29,7            |
| Т 1816                 | Східний під'їзд до м. Радивилова | 4,5             |
| Т 1817                 | Бережниця (Н25) — Городець (М07) — Степань — Деражне — Клевань (Н22) — Автошлях М06 | 130,5           |
| Т 1818                 | Будки-Кам'янські — Рокитне — Томашгород — Клесів — Страшеве — М07 | 101,4           |
| Т 1819                 | Великі Селища (Т 1819) — Соснове — Маринин | 8,3             |
| Т 1820                 | Кунин Т 1801 — Зелений Дуб | 26              |
| Т 1821                 | Верба (М06) — Стовпець — Онишківці (Т 1822) | 15,8            |
| Т 1822                 | Онишківці (Т 1821) — Стара Миколаївка (М19) | 13,9            |
| Т 1823                 | Удрицьк — Жадень | 6,6             |
| Т 1824                 | Дерманка — Корець — Автошлях М06 | 31,1            |
| Т 1825                 | Дермань Перша — Дермань Друга | 8,3             |
| Т 1826                 | Степань (Т 1817) — Кузьмівка — Малинськ — Автошлях Н25 | 20,6            |
| Т 1827                 | Костопіль (Н25) — Велика Любаша — Яполоть (Т 1817) | 22              |
| Т 1828                 | Корчів'я — Іваничі — Берестовець | 9,6             |
| Т 1829                 | Вежиця — Рокитне (Т 1814) — М07 — Борове | 97,3            |
| Т 1830                 | Рівне — Тайкури — Оженин (Т 1831) | 24,7            |
| Т 1831                 | Автошлях М06 — Бугрин — Оженин (Т 1830) — Острог (Н25, Р26) | 33,7            |
| Т 1832                 | Автошлях Н22 — Ходоси — Кустин — Автошлях Н25 | 16              |
| Т 1833                 | Познань — Автошлях Т 1829 | 8,2             |
| Разом                  | | 1495,9          |

### Сумська область
| Індекс та номер дороги | Найменування автомобільної дороги | Протяжність, км |
| ---------------------- | --- | --------------- |
| Т 1901                 | Суми — Миропілля — Осоївка — Автошлях Р45 | 58,5            |
| Т 1904                 | Білопілля (Р44, Т 1906) — Терни (Р61) — Недригайлів (Н07) — Липова Долина (Т 1913) — Гадяч (Т 1705, Т 1706, Т 1718)                                                                                | 101,6           |
| Т 1906                 | Контрольно-пропускний пункт «Рижівка» — Білопілля (Р44, Т 1904) — Улянівка — Автошлях Р61 — Миколаївка (Р61) — Автошлях Н07 — Лебедин (Т 1909, Т 1913) — Чупахівка — Лантратівка — Автошлях Т 1705 | 122,1           |
| Т 1907                 | Шостка (Р65, Т 1908, Т 1912, Т 2502) — Вороніж — Кролевець (М02, Р60, Т 2503) | 35,1            |
| Т 1908                 | Шостка (Р65, Т 1907, Т 1912, Т 2502) — Зноб-Новгородське — Середина-Буда (Т 1915) | 84              |
| Т 1909                 | Суми (Н12, Р45) — Ворожба — Лебедин (Т 1906, Т 1913) | 41,1            |
| Т 1910                 | Чумакове (Р44) — Буринь (Т 1914) — Слобода — Автошлях Р61 (Конотоп) | 43,7            |
| Т 1911                 | Путивль (Р44, Т 1914) — Воргол — Мутин (Р60) | 31              |
| Т 1912                 | Шостка (Р65, Т 1907, Т 1908, Т 2502) — Ямпіль (Т 1915) | 20              |
| Т 1913                 | Ромни (Н07, Р60) — Липова Долина (Т 1904) — Поділки — Лебедин (Т 1906) — Тростянець (Н12) — Мезенівка (Р45)                                                                                        | 149,8           |
| Т 1914                 | Буринь (Т 1910) — Чернеча Слобода (Р61) — Хмелів (Р60) | 46,8            |
| Т 1915                 | Контрольно-пропускний пункт «Середина-Буда» — Ямпіль (Т 1912) — Береза (М02, Р65) з під'їздом до м. Дружби                                                                                         | 69,2            |
| Разом                  | | 802,9           |

### Тернопільська область
| Індекс та номер дороги | Найменування автомобільної дороги | Протяжність, км |
| ---------------------- | --- | --------------- |
| Т 2001                 | Бучач (Н18, Т 2006) — Чортків (М19) — Колиндяни (Т 2002) — Скала-Подільська (Р24) | 73,3            |
| Т 2002                 | (Тернопіль) Смиківці (М12) — Великі Бірки — Скалат (Т 2015) — Гримайлів (Т 0903) — Гусятин (Т 2011, Т 2312) — Колиндяни (Т 2001) — Борщів (Р24, Т 2018) — Мельниця-Подільська — Жванець (Н03) | 175,1           |
| Т 2004                 | Бережани (М12, Т 2007) — Підгайці (Т 0903) — Монастириська (Н18) | 47,6            |
| Т 2006                 | Городище (М12) — Надрічне (Т 0903) — Зарваниця — Бучач (Н18) | 55,9            |
| Т 2007                 | Бережани (М12, Т 2004) — Нараїв — Автошлях Т 1417 — Брюховичі (Т 1417) | 17,9            |
| Т 2008                 | Шумськ (Р26) — Новостав (Р26) — Великі Дедеркали — Автошлях Н02 | 16,3            |
| Т 2009                 | Вишнівець (М19) — Ланівці (Р43, Т 2012) | 24,6            |
| Т 2010                 | Збараж (Р43) — Скорики — Підволочиськ (М12) | 40,1            |
| Т 2011                 | Копичинці (М19) — Гусятин (Т 2002, Т 2312) | 18,8            |
| Т 2012                 | Ланівці (Р43) — Лисогірка — Теофіполь (Р48, Т 2314) | 26,3            |
| Т 2013                 | Зборів — Автошлях Н02 — Залізці (Р39) — Почаїв (Р26) | 57,1            |
| Т 2015                 | Борщів(Р24, — Касперівці — Заліщики (М19) | 36              |
| Т 2016                 | Бучач(Н18, — Язловець — Товсте (М19) | 37,9            |
| Т 2017                 | Гримайлів(Т 2002, — Хоростків — Яблунів (М19) | 24              |
| Т 2018                 | Зборів(Н02, — Козова (М12) | 26,7            |
| Т 2019                 | Кам'янки(М12, — Скалат (Т 2002) | 14,5            |
| Т 2020                 | Мишковичі(М19, — Дружба (М19) | 10,8            |
| Разом                  | | 702,9           |

### Харківська область
| Індекс та номер дороги | Найменування автомобільної дороги | Протяжність, км |
| ---------------------- | --- | --------------- |
| Т 2101                 | Мерефа (М18, Р51) — Погоріле (Р51) — Зміїв (Р78) | 20,2            |
| Т 2103                 | Харків (М03, М20) — Мала Данилівка — Дергачі (Т 2117) — Золочів (Т 2113) — Контрольно-пропускний пункт «Олександрівка»                               | 54              |
| Т 2104                 | Харків (М03) — Старий Салтів — Вовчанськ (Т 2108) — Білий Колодязь — Приколотне (Т 2115) — Контрольно-пропускний пункт «Чугунівка»                   | 116,6           |
| Т 2106                 | Автошлях М03 — Старий Мерчик — Мурафа — Качалівка — Краснокутськ (Т 1702)                                                                            | 52,4            |
| Т 2108                 | Вовчанськ (Т 2104) — Контрольно-пропускний пункт «Плетенівка»                                                                                        | 8,8             |
| Т 2110                 | Кегичівка (Т 2118, Т 2120) — Коханівка (Т 2120) — Первомайський (Т 2107) — Гусарівка (Т 2121) — Балаклія (Р78) — Волохів Яр (М03) — Шевченкове (Н26) | 138,1           |
| Т 2111                 | Чугуїв (М03, Н26) — Кочеток — Печеніги — Великий Бурлук (Т 2115)                                                                                     | 64,5            |
| Т 2112                 | Пересічна (Р46) — Люботин (М03) з під'їздом до санаторію «Березівські мінеральні води»                                                               | 6,9             |
| Т 2113                 | Золочів (Т 2103) — Максимівка (Р46) | 32              |
| Т 2115                 | Дворічна (Р79) — Великий Бурлук (Т 2111) — Приколотне (Т 2104)                                                                                       | 47,7            |
| Т 2116                 | Автошлях М03 — Коломак — Шелестове — Колонтаїв (Т 1702)                                                                                              | 40,3            |
| Т 2117                 | Дергачі (Т 2103) — Козача Лопань — Автошлях М20 | 33,6            |
| Т 2118                 | Кегичівка (Т 2110, Т 2120) — Нова Парафіївка — Сахновщина (Р79)                                                                                      | 25,1            |
| Т 2119                 | Наталине (М18) — Миколаївка (Т 2118) — Зачепилівка (Т 2120) — Нове Пекельне (М18) — Перещепине (М18, Т 0412)                                         | 45,7            |
| Т 2120                 | Зачепилівка (Т 2119) — Першотравневе (М29) — Андріївка (Р79) — Кегичівка (Т 2110, Т 2118) — Слобожанське — Старовірівка — Автошлях М18               | 97,5            |
| Т 2121                 | Лозова (Р51) — Близнюки — Барвінкове (Т 2122) — Велика Комишуваха (Р79)                                                                              | 82,3            |
| Т 2122                 | Ізюм (М03, Р79) — Топольське (Р79) — Барвінкове (Т 2121)                                                                                             | 29,6            |
| Разом                  | | 895,3           |

### Херсонська область
| Індекс та номер дороги | Найменування автомобільної дороги                                                                                      | Протяжність, км |
| ---------------------- | --- | --------------- |
| Т 2201                 | Білозерка — Херсон (М14)                                                                                               | 3,1             |
| Т 2202                 | Нова Каховка (М14, Р47, Т 2210) — Цукури — Автошлях Т 2206 — Чаплинка — Армянськ (М17)                                 | 73,7            |
| Т 2207                 | Берислав (Т 0403) — Давидів Брід — Велика Олександрівка — Іванівка — Високопілля — Автошлях Т 0403 (Нововоронцовка)    | 127,2           |
| Т 2208                 | Автошлях Т 0804 — Верхній Рогачик — Нижні Сірогози (Т 2209)                                                            | 65,6            |
| Т 2209                 | Велика Лепетиха (Т 0804) — Нижні Сірогози (Т 2208) — Автошлях М14 — Іванівка — Рикове — Автошлях М18 — Генічеськ (Р47) | 136,1           |
| Т 2210                 | Нова Каховка (М14, Р47, Т 2202) — Автошлях Т 2202 — Автошлях Т 2206 — Брилівка — Автошлях М17                          | 48,2            |
| Т 2213                 | Скадовськ (Р57) — Автошлях М17                                                                                         | 31,5            |
| Т 2214                 | Під'їзд до м. Каховки                                                                                                  | 3,8             |
| Т 2215                 | Під'їзд до аеропорту «Херсон»                                                                                          | 3               |
| Т 2216                 | Гола Пристань (Р57) — Бехтери — Залізний Порт                                                                          | 50,8            |
| Разом                  | | 543             |

### Хмельницька область
| Індекс та номер дороги | Найменування автомобільної дороги | Протяжність, км |
| ---------------------- | --- | --------------- |
| Т 2301                 | Мала Боровиця (Р26) — Хорошів — Білогір'я (Р48) | 26,4            |
| Т 2302                 | Чернелівка (Т 2314) Чорний Острів (Т 2311) Климківці (E50, М12) — Городок (Р50, Т 0903 Т 2312) — Смотрич (Т 2308) | 94,1            |
| Т 2303                 | Дунаївці (Н03, Т 2308) — Голозубинці — Великий Жванчик — Подільське — Грушка (Т 2317) | 32,5            |
| Т 2304                 | Томашівка (Т 2321) — Дунаївці — Міцівці (Н03) | 11,3            |
| Т 2305                 | Хмельницький (Н03, М12) — Автошлях E50 (Н03, М12) — Михайлівка — Маниківці (Т 2316) — Віньківці (Т 2315) — Дашківці | 63              |
| Т 2306                 | Шепетівка (Н25, Т 2309) — Гриців (Н02) — Демківці — Старокостянтинів (Н03, Н25, Т 2324, Т 0612) | 47,7            |
| Т 2308                 | Гуків (Р24) — Зарічанка (Р48) — Смотрич (Т 2302) — Балинівка (Т 2321) — Дунаївці (Н03, Т 2303) — Нова Ушиця (Т 2315, Т 0610) — Вербовець (Т 0211) — Муровані Курилівці (Т 0232, Т 0217) — Могилів-Подільський E583/М21/R8 (Румунія), Р36, Т 0202, R51 (Румунія) | 162,1           |
| Т 2309                 | Шепетівка (Н25, Р49, Т 2306) — Полонне (Т 0612) — Романівка (Т 0617) — Чуднів (Н03) — Бердичів (E583, М21, Р31, Т 0606) | 111,5           |
| Т 2310                 | Голосків (E50, М12) — Деражня (Т 2316) — Вовковинці (Т 2318) — Лука-Барська — (Т 0218, Т 0610) | 48,7            |
| Т 2311                 | Хмельницький (М12, Н03) — Купіль (Р48) — Волочиськ (Т 2005) | 59,5            |
| Т 2312                 | Гусятин (Т 2002, Т 2011) — Автошлях Р48 — Городок (Р50, Т 2302, Т 0903) | 30,8            |
| Т 2313                 | Кам'янка (Р26) — Плужне — Ізяслав (Т 1804) — Шепетівка (Н25, Р49, Т 2306) | 46,7            |
| Т 2314                 | Теофіполь (Р48, Т 2012, Т 2325) — Антоніни (Т 1804) — Чернелівка (Т 2302) — Красилів — Сушки (Н03) | 63,7            |
| Т 2315                 | Солобківці (Н03) — Віньківці (Т 2305) — Нова Ушиця (Т 2308, Т 0610) | 53,9            |
| Т 2316                 | Маниківці (Т 2305) — Деражня (Т 2310) | 17,4            |
| Т 2317                 | Кам'янець-Подільський (Н03, Р48/Р24, Т 2321, Т 2323, Т 2325) — Грушка (Т 2303) — Стара Ушиця | 45,6            |
| Т 2318                 | Старий Остропіль (Н03) — Стара Синява (Т 2319) — Летичів (М12/E50) — Вовковинці (Т 2310) | 83,5            |
| Т 2319                 | Стара Синява (Т 2318) — Шрубків (Т 2326) — Меджибіж — Требухівці (М12/E50) | 28,9            |
| Т 2320                 | Автошлях М12/E50 (Порохня) — Волочиськ (Т 2005, Т 2010, Т 2311) | 16,5            |
| Т 2321                 | Ярмолинці (Н03, Р50) — Томашівка (Т 2304) — Балинівка (Т 2308) — Кам'янець-Подільський (Н03, Р48/Р24, Т 2317, Т 2323, Т 2325) | 55,1            |
| Т 2322                 | Автошлях М12/E50 (Окружна м. Хмельницького) — Аеропорт (Хмельницький) | 0,9             |
| Т 2323                 | Кам'янець-Подільський (Р24/Р48) — Кудринці | 23,5            |
| Т 2324                 | Старокостянтинів (Н03, Н25, Т 2306, Т 0612) — Антоніни (Т 1804) | 24,6            |
| Т 2325                 | Кам'янець-Подільський Н03, Т 2317) — Устя (Т 2617) | 10,4            |
| Т 2326                 | Старокостянтинів (Н03) — Шрубків (Т 2319) | 36,4            |
| Разом                  | | 1194,7          |

### Черкаська область
| Індекс та номер дороги | Найменування автомобільної дороги | Протяжність, км |
| ---------------------- | --- | --------------- |
| Т 2401                 | Городище (Н01, Т 2408) — Шпола (Н16) — Новомиргород (Т 1209) — Мала Виска — Олександрівка (М12) — Новоукраїнка (Т 1206, Т 1504) — Автошлях М13 — Бобринець (Н14) — Устинівка (Т 1210, Т 1216) | 205,2           |
| Т 2402                 | Суботів — Медведівка — Кам'янка (Н01) | 43,8            |
| Т 2403                 | Орадівка (М12) — Христинівка — Монастирище (Т 0234, Т 0235) — Цибулів — Жашків (М05, Т 2405) — Лисянка (Р04) — Почапинці (Т 2408) — Стеблів — Корсунь-Шевченківський (Н01) — Мошни (Р10)      | 178,1           |
| Т 2404                 | Канів (Н02) — Ліпляве — Прохорівка — Домантове — Автошлях (Н08) | 44,4            |
| Т 2405                 | Жашків (М05, Т 2403) — Буки (Т 2406) — Озірна (Н16) | 65              |
| Т 2406                 | Подібна (М05) — Маньківка — Іваньки — Буки | 27,2            |
| Т 2407                 | Автошлях Н01 — Кам'янка | 2,3             |
| Т 2408                 | Шевченкове — Вільшана — Городище (Н01, Т 2401) — Ірдинь — Автошлях Н16 | 59,2            |
| Т 2409                 | Автошлях М03 — Шрамківка — Автошлях Т 2410 — Драбів (Т 2412) — Золотоноша (Н08, Н16) | 61,5            |
| Т 2410                 | Автошлях Т 2409 — Свічківка — Гребінка (Т 1701, Т 1708, Т 1710) | 28,2            |
| Т 2411                 | Звенигородка (Н16, Р04, Т 2419) — Єрки — Катеринопіль (Т 2413) — Тальне (Н16) — Поташ (Т 2406) — Маньківка                                                                                    | 59,7            |
| Т 2412                 | Софіївка (Н08, Р09) — Драбів (Т 2409) | 34,7            |
| Т 2413                 | Катеринопіль (Т 2411) — Вікнине — Шпола (Н16, Т 2401) | 29,1            |
| Т 2414                 | Сміла (Н01, Н16) — Ковалиха — Ташлик — Капітанівка — Новомиргород (Т 2401, Т 1201, Т 1206, Т 1209, Т 1212)                                                                                    | 50,9            |
| Т 2415                 | Тальне (Н16, Т 2411) — Кам'янече — Нерубайка (М12) — Перегонівка (Т 2416) — Голованівськ (Н24) — Благовіщенське (М05)                                                                         | 97,2            |
| Т 2416                 | (Умань) Автошлях М12 — Сушківка — Вільшана-Слобідка — Рогова — Перегонівка (Т 2415) | 31,1            |
| Т 2417                 | Автошлях Н08 — Чорнобай — Хрестителеве — Оржиця — Автошлях Т 1709 — Малий В'язівок — Автошлях М03 — Лубни (Р42, Т 1714)                                                                       | 71,2            |
| Т 2418                 | Автошлях Н16 — Сміла — Автошлях Н01 | 2,1             |
| Т 2419                 | Звенигородка (Н16, Р04, Т 2411) — Багачеве | 8,3             |
| Разом                  | | 1099,2          |

### Чернівецька область
| Індекс та номер дороги | Найменування автомобільної дороги | Протяжність, км |
| ---------------------- | --- | --------------- |
| Т 2601                 | Чернівці — Глиниця (Т 2607) — Брусниця — Вашківці — Вижниця (Р62) — Путила — Шепіт — контрольно-пропускний пункт «Руська» з під'їздом до контрольно-пропускного пункту «Шепіт» | 120,7           |
| Т 2602                 | Чернівці — Заставна — Автошлях М19 | 26,8            |
| Т 2603                 | Чернівці — Клішківці — Недобоївці (Н03) — Хотин (Н03, Т 2610) | 36,6            |
| Т 2604                 | Чернівці — Герца (Т 2606) — контрольно-пропускний пункт «Дяківці» | 32,3            |
| Т 2605                 | Автошлях М19 — Глибока (Т 2607) | 5,3             |
| Т 2606                 | Автошлях Н03 — Новоселиця (Н10) — Герца (Т 2604) — контрольно-пропускний пункт «Дяківці»                                                                                       | 12,4            |
| Т 2607                 | Кіцмань (М19) — Берегомет (Н10) — Глиниця (Т 2601) — Сторожинець (Р62, Т 2608) — Глибока (Т 2605) — Опришени з під'їздом до станції Вадул-Сірет                                | 70,2            |
| Т 2608                 | Сторожинець (Р62, Т 2607) — Буденець — Красноїльськ — контрольно-пропускний пункт «Красноїльськ»                                                                               | 27,6            |
| Т 2609                 | Берегомет (Р62) — Долішній Шепіт — контрольно-пропускний пункт «Руська» | 44,4            |
| Т 2610                 | Атаки (Н03) — Хотин — Автошлях Р63 — Стальнівці — Мамалига (Н10) — контрольно-пропускний пункт «Мамалига» (Н10) (на м. Кишинів)                                                | 29              |
| Т 2612                 | Автошлях Р63 — станція Васкауци — Шишківці — Вашківці — контрольно-пропускний пункт «Вашківці»                                                                                 | 10,6            |
| Разом                  | | 415,9           |

### Чернігівська область
| Індекс та номер дороги | Найменування автомобільної дороги | Протяжність, км |
| ---------------------- | --- | --------------- |
| Т 2501                 | Топчіївка (М01) — Олишівка — Куликівка (Р67) | 35,1            |
| Т 2503                 | Вільне (Т 2516) — Кролевець (М02, Р60, Т 1907) | 25,3            |
| Т 2506                 | Чернігів — Кошівка (М01) — Любеч (Т 2537) — Неданчичі — Славутич (Р56) | 71,8            |
| Т 2507                 | Добрянка — Гута-Ткачова — Нові Яриловичі (М01) | 13,3            |
| Т 2512                 | Ріпки (М01, Т 2537, Т 2561) — Політрудня — Автошлях Н28 — Городня — Вокзал-Городня — Камка (Т 2518) — Сновськ (Т 2548) — Великий Щимель (Т 2518) — Корюківка (Т 2534, Т 2536, Т 2558) — Автошлях Т 2532 — Холми (Т 2519) — Семенівка (Р65) | 147,5           |
| Т 2513                 | Козелець (М01, Т 2528, Т 2535, Т 2549) — Козари — Носівка (Т 2525, Т 2526) | 38              |
| Т 2514                 | Ніжин (Р67, Т 2526) — Плиски (Т 2524) — Велика Загорівка (Т 2524) — Бахмач (Т 2523, Т 2531) — Дмитрівка (Т 2515) | 100,6           |
| Т 2515                 | Автошлях Р68 — Дмитрівка (Т 2514) — Обухове (Т 2530) — Талалаївка — Харкове (Н07) | 53,7            |
| Т 2516                 | Сосниця (Н27, Т 2521, Т 2532) — Оболоння (Т 2519) — Придеснянське (Т 2560) — Вільне (Т 2503) — Короп (Т 2517) — Автошлях М02 (Поліське) | 71              |
| Т 2517                 | Короп (Т 2516) — Нехаївка — Шабалинів | 23,3            |
| Т 2518                 | Контрольно-пропускний пункт «Хрінівка» — Хрінівка — Автошлях Н28 — Камка (Т 2512) — Сновськ — Великий Щимель (Т 2512) — Березна (Н27) | 61,7            |
| Т 2519                 | Холми (Т 2512) — Хлоп'яники (Н27) — Авдіївка (Н27) — Понорниця — Оболоння (Т 2516) | 36,9            |
| Т 2521                 | Сосниця — Шаповалівка (Т 2523) — Автошлях М02 | 34,7            |
| Т 2523                 | Борзна (Т 2524, Т 2552) — Шаповалівка (Т 2521) — М02 — Стрільники — Бахмач (Т 2514, Т 2531) | 26,3            |
| Т 2524                 | Борзна (Т 2523, Т 2552) — М02 — Велика Загорівка (Т 2514) Плиски (Т 2514) — Ічня (Р68, Т 2527, Т 2545) — Прилуки (Н07, Р67, Т 2530) | 69,5            |
| Т 2525                 | Лихачів М02 — Носівка (Т 2513, Т 2526) | 22,7            |
| Т 2526                 | Ніжин (Р67, Т 2514) — Володькова Дівиця — Носівка (Т 2513, Т 2525) — Кобижча (Т 2527) — Бобровиця (Т 2527, Т 2528) — Нова Басань (Н07) | 71,9            |
| Т 2527                 | Бобровиця (Т 2526, Т 2528) — Кобижча (Т 2526) — Свидовець — Новий Биків (Н07, Т 2541) — Макіївка Галиця — Автошлях Р67 — Ічня (Р68, Т 2524, Т 2545)                                                                                        | 89,2            |
| Т 2528                 | Козелець (М01, Т 2513, Т 2535, Т 2549) — Мостище — Бобровиця (Т 2526, Т 2527) | 33,4            |
| Т 2530                 | Прилуки (Н07, Р67, Т 2524) — Ладан — Журавка (Т 2538) — Варва (Т 2546) — Срібне — Автошлях Н07 — Обухове (Т 2515) | 75,5            |
| Т 2531                 | Автошлях М02 — Бахмач (Т 2514, Т 2523) | 12,4            |
| Т 2532                 | Корюківка (Т 2512, Т 2534, Т 2536, Т 2558) — Матвіївка — Автошлях Н27 — Сосниця (Н27, Т 2521, Т 2526) | 35,7            |
| Т 2533                 | Семенівка (Р65, Т 2512) — Костобобрів — Чайкине — Буда-Вороб'ївська — Бучки — Михальчина-Слобода — Автошлях Н27 (Грем'яч) | 59,6            |
| Т 2534                 | Корюківка (Т 2512, Т 2536, Т 2558) — Синявка — Автошлях Н27 — Блистова — Мена (Н27, Т 2536, Т 2542, Т 2543) | 84,5            |
| Т 2535                 | Козелець (М01, Т 2513, Т 2528, Т 2549) — Остер (Т 1008) — Карпилівка — Автошлях Р69 — Сорокошичі | 59              |
| Т 2536                 | Корюківка (Т 2512, Т 2534, Т 2558) — Сахутівка — Мена (Н27, Т 2534, Т 2542, Т 2543) | 25,6            |
| Т 2537                 | Ріпки (М01, Т 2512, Т 2561) — Петруші — Любеч (Т 2506) | 32,3            |
| Т 2538                 | Нова Гребля (Р67) — Макіївка — Журавка (Т 2530) | 13,3            |
| Т 2539                 | Автошлях Н27 — Покошичі — Мезин — Курилівка | 21,2            |
| Т 2541                 | Новий Биків (Н07, Т 2527) — Згурівка (Т 1024) — Яготин (М03, Т 1018, Т 1031) | 47,4            |
| Т 2542                 | Мена (Н27, Т 2534, Т 2536, Т 2543) — Макошине | 10,4            |
| Т 2543                 | Мена (Н27, Т 2534, Т 2536, Т 2542) — санаторій Остреч | 2,2             |
| Т 2544                 | Березна (Н27, Т 2518) — Гребля — Миколаївка | 14,7            |
| Т 2545                 | Ічня (Р68, Т 2524, Т 2527) — Дзюбівка — Буди | 14,1            |
| Т 2546                 | Варва (Т 2530) — Гнідинці | 7,2             |
| Т 2547                 | Автошлях М01 — Ладинка | 8               |
| Т 2548                 | Сновськ (Т 2512) — Тур'я — Єліне | 24,3            |
| Т 2549                 | Козелець (М01, Т 2513, Т 2528, Т 2535) — Данівка | 7               |
| Т 2550                 | Лоска (Н27) — Орлівка | 9,1             |
| Т 2551                 | Мала Кошелівка (М02) — Заньки | 6               |
| Т 2552                 | Борзна (Т 2523, Т 2524) — Оленівка — Комарівка — Автошлях М02 | 24,6            |
| Т 2553                 | Красилівка (М01) — Надинівка | 10,9            |
| Т 2554                 | Автошлях М01 — Грибова Рудня — Олешня | 8               |
| Т 2555                 | Автошлях Н27 — Вознесенське | 2,6             |
| Т 2556                 | Автошлях Н07 — Густиня | 4,6             |
| Т 2558                 | Корюківка (Т 2512, Т 2534, Т 2536) — Гуринівка — Бреч | 7,8             |
| Т 2559                 | Автошлях М02 — Лісове | 1,2             |
| Т 2560                 | Придеснянське (Т 2516) — Вишеньки | 5,2             |
| Т 2561                 | Ріпки (М01, Т 2512, Т 2537) — Задеріївка — Радуль | 35              |
| Разом                  | | 1695,3          |

### Севастополь
| Індекс та номер дороги | Найменування автомобільної дороги                                                                          | Протяжність, км |
| ---------------------- | --- | --------------- |
| Т 2701                 | Орлівка — Актачи (Фурмановка) — Бахчисарай (Н06, Т 0117)                                                   | 21,4            |
| Т 2702                 | Комишова бухта — мис Фіолент                                                                               | 11              |
| Т 2703                 | Гончарне (Н19) — Оползневе — Голуба Затока — Алупка — Кореїз — Гаспра — Курпати — Ореанда — Лівадія — Ялта | 44,9            |
| Т 2704                 | Севастополь — порт «Комишева бухта» — бухта Козача                                                         | 6,7             |
| Т 2705                 | Під'їзд до с. Ласпі                                                                                        | 2,1             |
| Т 2707                 | Любимівка — Фруктове (Н06)                                                                                 | 3,9             |
| Т 2708                 | Штурмове — Хмельницьке                                                                                     | 5,5             |
| Т 2709                 | Під'їзд до с. Кача                                                                                         | 26,6            |
| Т 2710                 | Штурмове — Сахарна Головка                                                                                 | 2,8             |
| Т 2711                 | Орлине — Родниківське — Колхозне (Узунджи)                                                                 | 8,7             |
| Т 2712                 | Родниківське — Передове                                                                                    | 6,1             |
| Т 2713                 | Орлине — Тилове                                                                                            | 4,7             |
| Т 2714                 | Під'їзд до станції Любимівка                                                                               | 4,2             |
| Т 2715                 | Під'їзд до станції Максимова дача                                                                          | 1,7             |
| Т 2716                 | П'ятий кілометр Балаклавського шосе — мис Фіолент                                                          | 3,9             |
| Т 2717                 | Під'їзд до станції Мекензієві гори                                                                         | 7,9             |